# Gibó galtablanc meridional
El gibó galtablanc meridional (Nomascus siki) és una espècie de gibó originària del Vietnam i Laos. És un parent proper del gibó galtablanc septentrional (Nomascus leucogenys) i el gibó de galtes grogues (Nomascus gabriellae); anteriorment se l'ha classificat com a subespècie de cadascuna d'aquestes espècies. De fet, podria tractar-se d'un híbrid d'aquestes dues espècies, en lloc de ser una espècie pròpia.